# Age of Love
Age of Love, pubblicato nel 1997, è un album della band tedesca Scooter.

## Tracce

### Versione originale
1. Introduction – 1:04
2. The Age of Love – 3:52
3. She Said – 5:18
4. Fire – 3:30
5. Dancing In The Moonlight – 4:32
6. Forever (Keep Me Running) – 4:45
7. Hit The Drum – 4:57
8. Don't Waste No Time – 4:14
9. Tonight – 4:57
10. Return Of The Future – 4:55
11. Leave In Silence – 3:32

Durata totale: 45:36

### Versione Limited Edition
1. Introduction – 1:04
2. The Age Of Love – 3:52
3. She Said – 5:18
4. Fire – 3:30
5. Dancing In The Moonlight – 4:32
6. Forever (Keep Me Running) – 4:45
7. Hit The Drum – 4:57
8. Don't Waste No Time – 4:14
9. Tonight – 4:57
10. Return Of The Future – 4:55
11. Leave In Silence – 3:32
12. Fire (D.O.N.S. Burn Rubber Mix) – 6:34

Durata totale: 52:10

## Formazione
- Hans-Peter Geerdes (H.P. Baxxter)- voce, chitarra a.k.a "Sheffield Dave"
- Hendrik Stedler (Rick Jordan) - tastiera
- Sören Bühler (Ferris Bueller) - tastiera

## Informazioni aggiuntive
La cover è di Marc Schilkowski mentre la fotografia è stata scattata da Michael Herman. Le canzoni sono state scritte da Ferris Bueller, H.P. Baxxter, Jens Thele, Nosie Katzmann (traccia 11), Rick J. Jordan, Shahin Moshirian (tracce 6, 7, 9), Stephan Browarczyk (tracce 6, 7, 9)
Le voci usate in alcune canzoni sono quelle di Mary K. (traccia 9) e di Stephan Browarczyk (traccia 6).